# Temnica
Temnica – wieś w Słowenii, w gminie Miren-Kostanjevica. W 2018 roku liczyła 154 mieszkańców.